# Fritz Gesing
Fritz Gesing (* 16. August 1945 in Bad Hersfeld) ist ein deutscher Schriftsteller.

## Leben
Fritz Gesing studierte Germanistik, Politikwissenschaft, Soziologie, Philosophie und Pädagogik in Marburg und Göttingen und legte das 2. Staatsexamen ab. Danach unterrichtete er sechs Jahre an einer Privatschule. Nach längeren Aufenthalten in Cambridge, England, und Aix-en-Provence promovierte er zwischen 1985 und 1988 an der Universität Freiburg über Die Psychoanalyse der literarischen Form und den Roman Stiller von Max Frisch. Anschließend arbeitete er wissenschaftlich und publizistisch, schrieb Sachbücher und Romane. Heute lebt er als freier Schriftsteller in Schondorf am Ammersee.
Er saß im Beirat der Hamburger Schule des Schreibens, ist Mitglied des Autorenforums Montségur und war im Vorstand des Autorenkreises Historischer Roman Quo Vadis, der sich 2014 auflöste. Regelmäßig schreibt er für die Literaturzeitschrift Federwelt, zur Poetik und zum Literaturmarkt.

## Werke
Fritz Gesing begann mit Lyrik (erste Veröffentlichungen in Anthologien 1965) und schrieb in den 70er Jahren Erzählungen für den Rundfunk und ein Theaterstück (1980 uraufgeführt). Seit den 80er Jahren publizierte er Essays, u. a. für die SZ am Wochenende, Buchrezensionen für die SZ, Die Zeit und Die Woche sowie wissenschaftliche Artikel zur Gegenwartsliteratur und Literaturpsychologie in Sammelwerken. Außerdem sind seine Dissertation sowie mehrere Sachbücher erschienen, darunter zum Kreativen Schreiben. Unter dem Pseudonym Frederik Berger erschien 1999 sein erster historischer Roman, dem bis heute acht weitere folgten. Sie spielen in Südfrankreich, Italien und Deutschland zur Zeit der Renaissance und des Mittelalters; sie sind Zeitporträts und Romanbiographien historischer Personen: Alessandro Farnese, der spätere Papst Paul III., und seine Familie stehen in drei Romanen im Vordergrund, andere Romane widmen sich Caterina Sforza, dem Waldenserschlächter Jean Maynier d’Oppède, Imperia, der „Kaiserin der Kurtisanen“ und anderen. Unter Frederik Berger erschien auch der zeitkritische Roman Der provençalische Himmel, der 1986 in der Provence spielt.

## Publikationen
unter dem Namen Frederik Berger
- Die Provençalin. Roman. Aufbau, Berlin 1999, ISBN 3-7466-1599-2.
- Die Geliebte  des Papstes. Roman. Aufbau, Berlin 2001, ISBN 3-7466-2010-4.
- Die  Madonna von Forlì. Roman. Rütten & Loening, Berlin 2002, ISBN 3-352-00590-7. Als Taschenbuch erschienen unter dem Titel La Tigressa. Aufbau, Berlin 2004, ISBN 3-7466-2030-9.
- Der  provençalische Himmel. Roman. Rütten & Loening, Berlin 2003, ISBN 3-352-00596-6.
- Canossa. Aus den geheimen Annalen des Lampert von Hersfeld. Roman. Rütten & Loening, Berlin 2004, ISBN 3-352-00713-6; Aufbau, Berlin 2006, ISBN 3-7466-2221-2.
- Die heimliche Päpstin. Roman. Rütten & Loening, Berlin 2006, ISBN 3-352-00740-3.
- Die Tochter des Papstes. Roman. Rütten & Loening, Berlin 2008, ISBN 978-3-352-00760-6.
- Die Schwestern der Venus. Roman. Rütten & Loening, Berlin 2010, ISBN 978-3-352-00794-1.
- Der Traum von Canossa. Bußgang und Versöhnung der Mathilde von Tuszien. Erzählung, in: Die 13. Stunde. Aufbau Taschenbuch, Berlin 2010, ISBN 978-3-7466-2622-2.
- Der Ring des Falken. Roman. Kindler (Rowohlt) Verlag, Reinbek bei Hamburg 2011, ISBN 978-3-463-40587-2.
- Die Liebe der Kurtisane. Roman. Kindler (Rowohlt) Verlag, Reinbek bei Hamburg 2013, ISBN 978-3-463-40636-7

unter dem Namen Fritz Gesing
- Die Psychoanalyse der literarischen Form: „Stiller“ von Max Frisch. Monographie. Königshausen & Neumann, Würzburg 1989, ISBN 3-88479-428-0.
- Theaterpraxis. Ein Leitfaden für Spielleiter und Theatergruppen. Sachbuch. Meyer & Meyer, Aachen 1992, ISBN 3-89124-170-4.
- Schlechte Schulnoten – was tun? Lern- und Arbeitstechniken. Hilfen für geplagte Eltern und Schüler. Sachbuch. Kösel, München 1994, ISBN 3-466-30358-3.
- Kreativ schreiben. Handwerk und Techniken des Erzählens. Sachbuch. DuMont, Köln 1994, ISBN 3-8321-3375-5.
  - Überarbeitete und erweiterte Neuausgabe. DuMont, Köln 2014, ISBN 978-3-8321-6267-2.
- Kreativ schreiben für Fortgeschrittene. Geheimnisse des Erfolgs. Sachbuch. DuMont, Köln 2006, ISBN 3-8321-7930-5.